# Słowo o wyprawie Igora

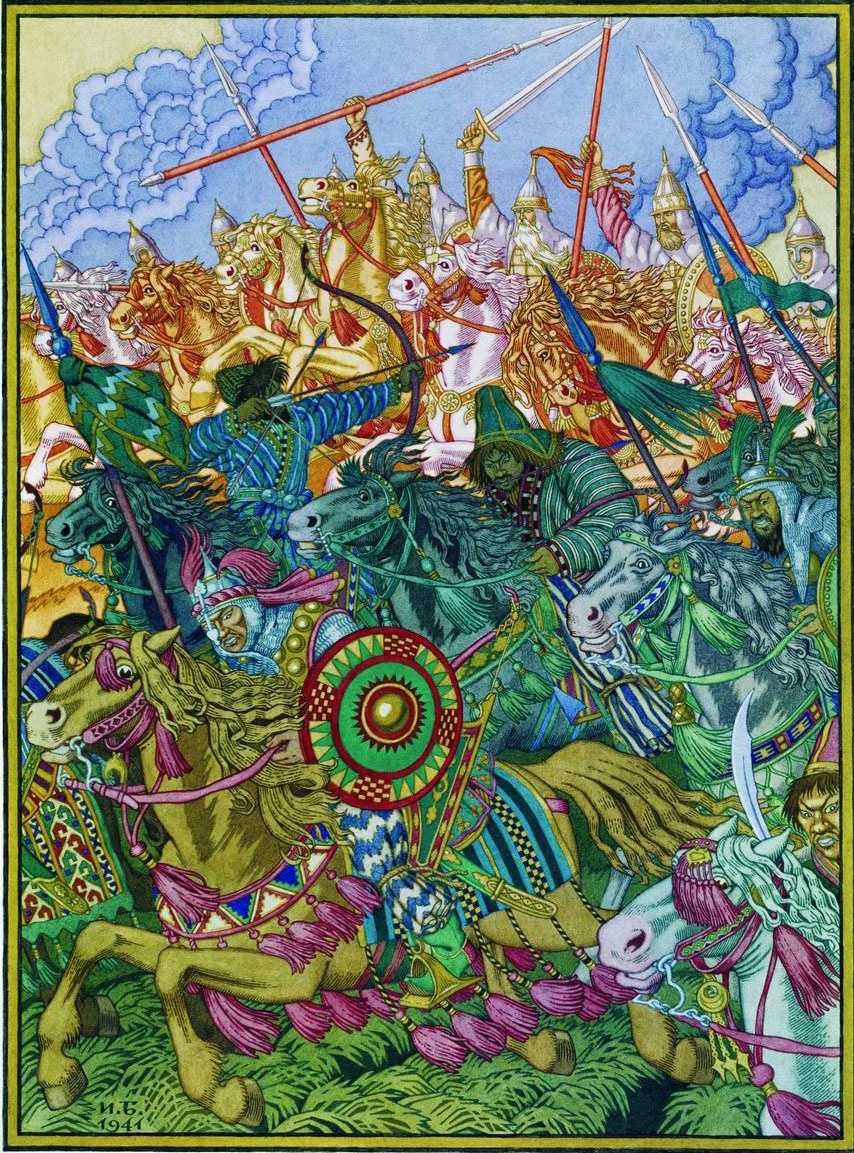
Ilustracja do „Słowa o wyprawie Igora” autorstwa Iwana Bilibina

Słowo o wyprawie Igora (Слово о плъку Игоревѣ, trl. Slovo o pl’’ku Igorevě, także Słowo o pułku Igora) – zabytek literatury staroruskiej z okresu Rusi Kijowskiej, datowany na koniec XII wieku.
Zabytek wielokrotnie tłumaczony na wiele współczesnych języków: rosyjski, polski, czeski, węgierski, serbski, ukraiński, angielski, francuski, niemiecki. Najwybitniejszego przekładu poetyckiego na język polski dokonał Julian Tuwim.

## Historia
Utwór zachował się w jednym jedynym XVI-wiecznym rękopisie, odnalezionym między rokiem 1771 a 1795 przez zbieracza starożytności i dygnitarza Katarzyny II Aleksieja Musina-Puszkina. Z rękopisu zrobiono specjalną kopię do użytku Katarzyny II, przedrukowaną w 1800 r. Zabytkowym rękopisem zainteresował się Nikołaj Karamzin, rosyjski historyk i pisarz, który jako pierwszy podał w 1797 r. do wiadomości publicznej notatkę o znalezieniu cennego rękopisu. Badacze zabytku dysponują zatem jedynie tekstem drukowanym z 1800 r., na podstawie XVI-wiecznej kopii.
W roku 1812 podczas pożaru Moskwy ogień strawił bibliotekę Musina-Puszkina, a w niej XVI-wieczny rękopis Słowa. Od tego czasu badacze mogli korzystać tylko z moskiewskiego wydania Słowa z 1800 r. Pewne niejasności można było usunąć dopiero po 1864 roku, kiedy w starych papierach odnaleziono kopię zrobioną na zamówienie carycy Katarzyny II. Sam utwór kryje do dziś sporo zagadek, choć po wielu rzetelnych analizach literaturoznawczych zmniejszyła się znacznie liczba sceptyków kwestionujących jego oryginalność.

## Treść
Akcja utworu rozgrywa się w XII wieku podczas wyprawy Igora Światosławowicza, księcia Nowogrodu Siewierskiego, przeciw Połowcom. Dlatego też Słowo... mogło powstać najprawdopodobniej tuż po poniesionej przez księcia klęsce, czyli około 1186 roku.

## Znaczenie w kulturze
Na podstawie Słowa o wyprawie Igora rosyjski kompozytor Aleksandr Borodin (1833–1887) rozpoczął prace nad operą pt. Kniaź Igor. Borodin pracował nad utworem nieustannie od 1869 r., jednakże dzieła nie dokończył. Po jego śmierci operę dokończyli Nikołaj Rimski-Korsakow i Aleksandr Głazunow, premiera odbyła się 23 października 1890 roku w Sankt Petersburgu.

## Autentyczność
Autentyczność Słowa... była kwestionowana przez badaczy zajmujących się slawistyką. Do historyków podważających autentyczność utworu należeli m.in.: francuski slawista André Mazon, który uważał Słowo... za falsyfikat z późniejszych wieków, francuski slawista Louis Léger, polski profesor Feliks Koneczny, polski historyk Julian Krzyżanowski, rosyjski slawista Boris Unbegaun, rosyjski filolog Michaił Gorlin i amerykański historyk Edward L. Keenan. Brak zaufania do prawdziwości utworu przedstawił polski analityk najstarszych źródeł ruskich Henryk Paszkiewicz:

Poemat zachował się w jednym rękopisie, którego dzieje wyglądają bardzo tajemniczo. Ma on być źródłem historycznym z XII wieku, a odtwarza ówczesną rzeczywistość z rażącymi błędami. Ma się on wywodzić z ówczesnej twórczości ludowej, a związek z tą twórczością jest słaby i sztuczny. Nie można ustalić miejsca powstania poematu ani pochodzenia autora. Autor miał być i chrześcijaninem i poganinem. [...]. Trudno rozstrzygnąć, jaką rolę w życiu odgrywał, do jakiej warstwy społecznej należał. Miał być członkiem drużyny książęcej, a w wyprawie Igora na Połowców nie brał udziału. [...]. Każdy utwór może być pod jakimś względem niezwykły, ale w danym wypadku tych niezwykłości jest za dużo. I to utwierdza nas w przekonaniu o nieautentyczności Słowa.

Jako główny argument przemawiający za nieautentycznością Słowa... podaje się fakt, iż poetyka i wartość artystyczna tego utworu zbyt mocno odbiegają od innych, bezsprzecznie staroruskich dzieł. Z poglądem tym nie zgadzał się m.in. Włodzimierz Mokry, argumentując, iż mimo świeckiego charakteru utwór ten utrzymany jest w estetyce zbliżonej do Powieści minionych lat i części twórczości homiletycznej Rusi Kijowskiej. Za autentycznością tekstu opowiadał się również Ryszard Łużny.
Najnowszy etap polemiki wokół autentyczności zabytku opisał szczegółowo Tomasz Hodana w 2011 roku. Omówił on zarówno najważniejsze prace datujące Słowo... na koniec wieku XII, odnoszące jego powstanie do wieku XV, jak i kwestionujące średniowieczne pochodzenie poematu.